# Paolo Monna
Paolo Monna (Fasano, 19 de abril de 1998) é um atirador esportivo italiano.

## Carreira
Criado em Carovigno, começou a frequentar o campo de tiro aos 8 anos. Em 2017 conquistou a medalha de prata no Campeonato Europeu de Juniores em Maribor, seguida imediatamente pelo bronze no Campeonato Mundial de Juniores em Suhl. Ele participou das Olimpíadas de Tóquio em 2020, ficando em 26º lugar.
Depois de se sagrar campeão europeu em 2024 em Győr, no mesmo ano, nos Jogos Olímpicos de Verão de 2024, em Paris, conquistou a medalha de bronze na prova de pistola de ar 10 m masculino.